# Pan (voorwerp)

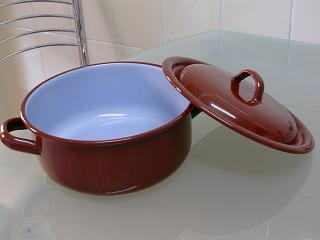
Een geëmailleerde pan

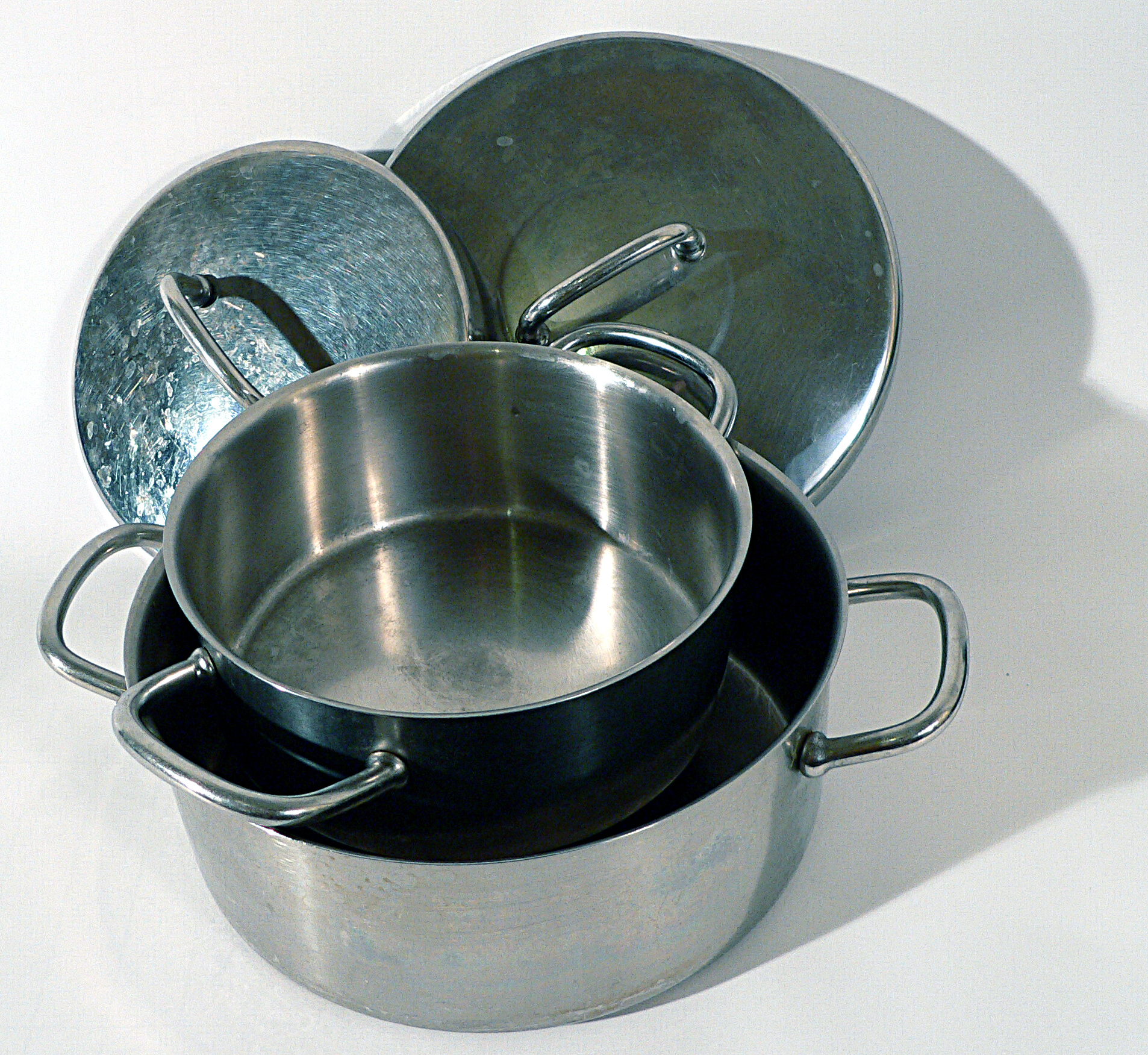
Enkele pannen van edelstaal

Een pan (Nederlands-Nederlands) of pot (Vlaams, Belgisch-Nederlands en Gronings) is een gebruiksvoorwerp, in de regel cilindrisch van vorm, waarin iets gekookt of gebakken kan worden. In Vlaanderen spreekt men over een pan of bakpan als men het in Nederland over een koekenpan heeft, ander kookgerei heet er kookpot of kortweg pot of kom. In sommige Vlaamse dialecten gebruikt men het woord casserole, wat het Franse verkleinwoord van het Provençaalse woord 'cassa' (kom) is, en het Franse woord voor steelpan.
Het verschil tussen pot en pan in Vlaanderen; een pot heeft een hoge, overwegend verticale wand, een pan heeft een lage, meestal schuine wand. Koken, sudderen en pruttelen met vocht gebeurt in een (hoge) pot, veelal met deksel. Met vet of olie bakken, braden en sauteren in een (lage) pan, veelal zonder deksel.
De oren of handvatten en de steel van een pan kunnen van hetzelfde materiaal als de pan gemaakt zijn, met als nadeel dat ze ook heet worden, maar wel in de oven kunnen. Wanneer ze uit bakeliet, kunststof of hout gemaakt zijn, kan de pan zonder een pannenlap worden opgepakt. Holle delen kunnen beter vermeden worden daar deze moeilijk te reinigen of droog te maken zijn.
Een goed ontworpen pan heeft ook een overkookrand waar het deksel op rust (het deksel ligt dus iets verzonken in de pan en er niet bovenop). Het deksel heeft een druiprand dat belet dat condensatievocht afdruipt als men het deksel omgekeerd in de hand heeft (45°) of neerlegt.
Voor koken op gas, elektriciteit of infrarood zijn verschillende soorten pannen beschikbaar. De bodem van een pan voor koken op elektriciteit moet vlak zijn om zo veel mogelijk contact te kunnen maken met de kookplaat.
Er zijn pannensets, die bestaan uit verschillend grote pannen en speciale pannen. Het koken van bijvoorbeeld groente, aardappelen of soep wordt in een gewone pan gedaan. De inhoud van een pan varieert van 500 ml tot vele liters. Daarnaast kan de dikte van de bodem variëren. Een dikke bodem zorgt voor minder snel aanbranden.
De pan kan gemaakt zijn van roestvast staal, aluminium, koper, gietijzer, geëmailleerd gietijzer of smeedijzer.
Aluminium pannen kunnen uit een aluminium plaat geperst worden of ze kunnen worden gedraaid. Deze pannen kunnen evenals koperen pannen niet voor zure producten gebruikt worden.
Voor verschillende doeleinden bestaan verschillende soorten pannen bijvoorbeeld:
- Braadpan
- Evenveeltjespan, om koekjes in te bakken
- Frituurpan (om frieten en snacks te bakken)
- Hapjespan
- Koekenpan (om pannenkoeken, vlees, enz. te bakken)
- Poffertjespan, met ronde uithollingen in de bodem (om poffertjes te maken)
- Snelkookpan (om snel, onder verhoogde druk, te koken)
- Steelpan (om eieren, (thee)water te koken)
- Wok (roerbakken, frituren)